# Dieter Schatzschneider
Dieter Schatzschneider (ur. 26 kwietnia 1958 w Hanowerze) – niemiecki piłkarz występujący na pozycji napastnika. Trener piłkarski.

## Kariera klubowa
Schatzschneider jako junior grał w zespołach Sachsenross Hanower, HSC Hannover oraz OSV Hannover, do którego trafił w 1974 roku. W 1975 roku został włączony do jego pierwszej drużyny. W 1978 roku trafił do drugoligowego Hannoveru 96. Przez 4,5 roku w jego barwach rozegrał 160 spotkań i zdobył 131 bramek. W trakcie sezonu 1982/1983 odszedł do Fortuny Kolonia, także grającej w 2. Bundeslidze. W tamtym sezonie z 31 bramkami na koncie został królem strzelców tej ligi. Wraz z Fortuną dotarł też do finału Pucharu RFN.
W 1983 roku Schatzschneider przeszedł do pierwszoligowego Hamburgera SV. W Bundeslidze zadebiutował 13 sierpnia 1983 roku w wygranym 3:2 pojedynku z 1. FC Kaiserslautern, w którym strzelił także gola. W 1984 roku wywalczył z zespołem wicemistrzostwo RFN.
W tym samym roku Schatzschneider odszedł do innego pierwszoligowca, FC Schalke 04. Pierwszy ligowy mecz zaliczył tam 24 sierpnia 1984 roku przeciwko Borussii Mönchengladbach (1:3). Przez dwa lata w barwach Schalke rozegrał 47 spotkań i zdobył 10 bramek. W 1986 roku wrócił do Fortuny Kolonia, nadal grającej w 2. Bundeslidze.
W 1987 roku Schatzschneider odszedł do austriackiego Grazera AK. Po roku spędzonym w tym klubie, wrócił do ojczyzny, gdzie ponownie został graczem Hannoveru 96, teraz występującego w Bundeslidze. Tym razem grał tam przez rok. W 1989 roku odszedł do trzecioligowego zespołu FC Augsburg, gdzie w 1990 roku zakończył karierę.

## Kariera reprezentacyjna
W latach 1980–1981 Schatzschneider grał w reprezentacji RFN U-21. W 1984 roku został powołany do kadry na Letnie Igrzyska Olimpijskie, które piłkarze RFN zakończyli na ćwierćfinale.